# Fengon ix5
Fengguang iX5 или Fengon iX5 — среднеразмерный кроссовер, выпускающийся с 2018 года подразделением Dongfeng Sokon (DFSK) компании DFSK Motor. Впервые был представлен в 2018 году на Пекинском автосалоне.

## Описание
Fengon ix5 был запущен в продажу на китайском рынке в четвёртом квартале 2018 года по ценам от 99800 до 149800 юаней.
iX5 оснащается 1,5-литровым двигателем мощностью 150 л. с. и крутящим моментом 220 Н·м или же 1,8-литровым двигателем мощностью 139 л. с. и крутящим моментом 187 Н·м. Двигатели сочетаются в паре с пятиступенчатой механической, шестиступенчатой автоматической или же бесступенчатой трансмиссией. Система автономного вождения разработана компанией Baidu.
10 октября 2019 года на южнокорейском рынке дебютировал Fengguang iX5 (DFSK Fengon iX5). Официальным дистрибьютером стал Shinwon CK Motors. C 21 февраля 2020 года автомобиль продаётся в Марокко под названием DFSK Glory iX5.
В Европе автомобиль называется DFSK F5 (Fengon 5). Экспорты начались 21 февраля 2020 года в Испании и Германии. Автомобиль оснащён 1,5-литровым четырёхцилиндровым двигателем Mitsubishi 4A9 мощностью 137 л. с., который сочетается в паре с бесступенчатой трансмиссией.

## Галерея
- Вид спереди
- Вид сзади